# جيمس ناش
جيمس نـاش (بالإنجليزية: James Nash)‏ هو عالم عقيدة أمريكي، ولد في 1938، وتوفي في 2008.